# 25920 Templeanne
25920 Templeanne (tên chỉ định: 2001 DT18) là một tiểu hành tinh vành đai chính. Nó được phát hiện bởi dự án Nghiên cứu tiểu hành tinh gần Trái Đất Lincoln ở Socorro, New Mexico, ngày 16 tháng 2 năm 2001. Nó được đặt theo tên Temple Anne Douglas, an American high school student và finalist in the 2010 Intel Science Talent Search.